# Romanita
Romanita is een geslacht van kevers uit de familie bladkevers (Chrysomelidae).
De wetenschappelijke naam van het geslacht werd in 1957 gepubliceerd door Bechyne.

## Soorten
- Romanita amazonica Bechyne, 1958
- Romanita fasciata (Weise, 1921)
- Romanita maculipennis Bechyne, 1958
- Romanita ornata Bechyne, 1958
- Romanita vittata Bechyne, 1958